# Phémonoé (Sibylle libyque)
Phémonoé (en grec ancien Φημονόη) était une prophétesse libyenne et prêtresse mythique d'Ammon, dans l'oasis de Siwa.

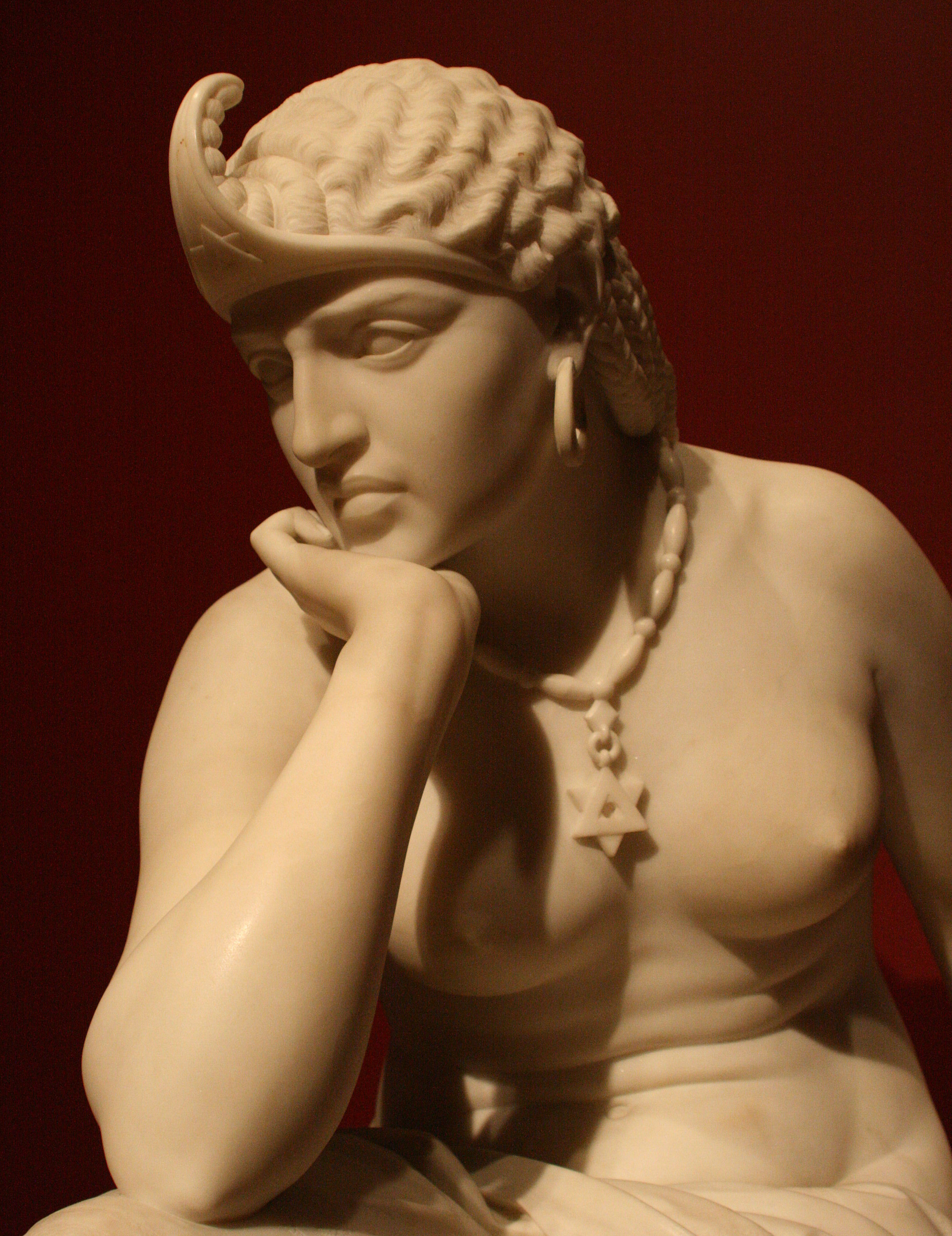
Sibylle libyenne en marbre, de l'artiste et sculpteur William Wetmore Story, sculptée en 1860-1861.

## Dans l'Antiquité
Plutarque raconte qu'Alexandre le Grand, après la fondation d'Alexandrie, se serait avancé dans le désert jusqu'à l'oasis de Siwa. La sibylle l'aurait alors officiellement reconnu comme divinité et fils légitime du Pharaon d'Égypte.
Elle présidait l'oracle de Zeus-Ammon dans l'oasis de Siwa dans le désert de Libye. Une tradition mentionnée par Pierre Grimal veut que la Sibylle libyque était la première des sibylles, et non pas la Sibylle, fille d'un Troyen, douée du don de prophétie.
Le mot Sibyl vient (via le latin) de l'ancien mot grec Sibylla, qui signifie prophétesse. Sibylla est devenu au fil du temps une définition, une épithète, désignant un type particulier de prophétesse commune. Cela s'est produit à la suite de la montée de divers lieux sacrés et de sanctuaires où des oracles ont été prononcés ainsi que de l'épanouissement parallèle de nombreuses prophéties. Un nombre considérable de sibylles se trouvaient dans le monde antique, mais la sibylle libyenne, dans la mythologie classique, serait la plus ancienne de toutes, elle aurait prédit; «l'arrivée du jour où tout ce qui est caché sera enfin révélé».
Elle est l'une des dix Sibylles mentionnées par Varron historien du Ier siècle av. J.-C. et décrites par Lactance.
Une sibylle libyque est déjà mentionnée au Ve siècle av. J.-C. par Euripide dans la pièce  satyrique Busiris, où elle est présentée comme la fille de Zeus et de Lamia (la fille de Poséidon). Le texte original de la pièce est perdu, mais transmis pas des citations d'autres auteurs. Les Grecs déclarent en outre qu'elle a été la première femme à chanter des oracles, qu'elle a vécu la majeure partie de sa vie à Samos et que le nom de Sibylle lui a été donné par les Libyens.
Sérapion, dans ses vers épiques, dit que la Sibylle, même morte, n'a pas cessé de continuer de prédire l'avenir. Et il écrit que ce qui est advenu d'elle dans les cieux après sa mort. Elle est à l'origine des paroles oraculaires dans les voix et les présages; et sur son corps transformé en terre, et l'herbe qui en poussait naturellement, quelles que soient les bêtes qui se trouvaient à cet endroit, elles montraient toutes aux hommes une connaissance précise du futur par leurs entrailles. Il pense aussi que le visage vu dans la lune, était son âme.

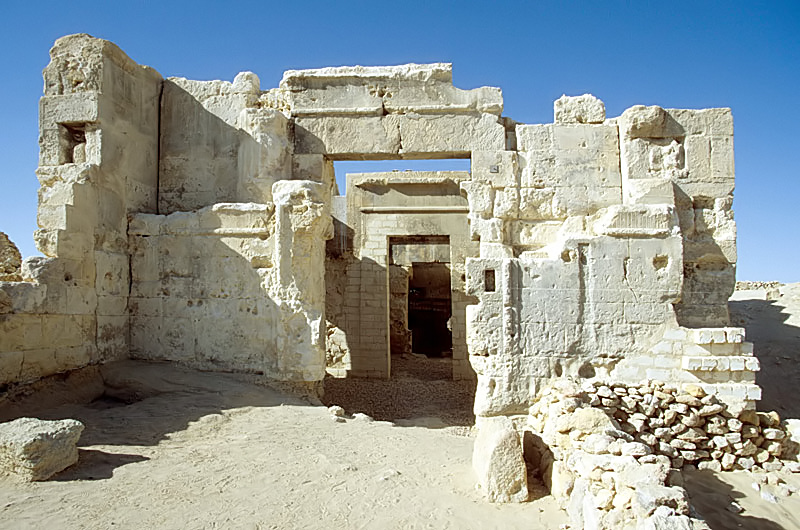
Oracle d'Ammon, dans l'oasis de Siwa

À l'origine, Sibilla était le nom de l'une des plus anciennes Sibylles, la Sibylle libyenne, comme nous l'atteste Pausanias, en faisant référence à Euripide qui, dans le prologue d'une de ses tragédies perdues (la "Lamia") a rapporté le jeu de mots Sibyl/Lybis, selon la lecture du palindrome.

Dans Description de la Grèce par Pausanias, la sibylle nomme ses parents dans ses oracles:
Je suis née d'une race moitié mortelle, moitié divine ;
ma mère est immortelle, mon père vivait d'aliments grossiers
Par ma mère je suis originaire du mont Ida, ma patrie est la rouge Marpesse consacrée à la mère des dieux, et arrosée par le fleuve Aïdonéus. 

## Dans les arts et la symbolique chrétienne

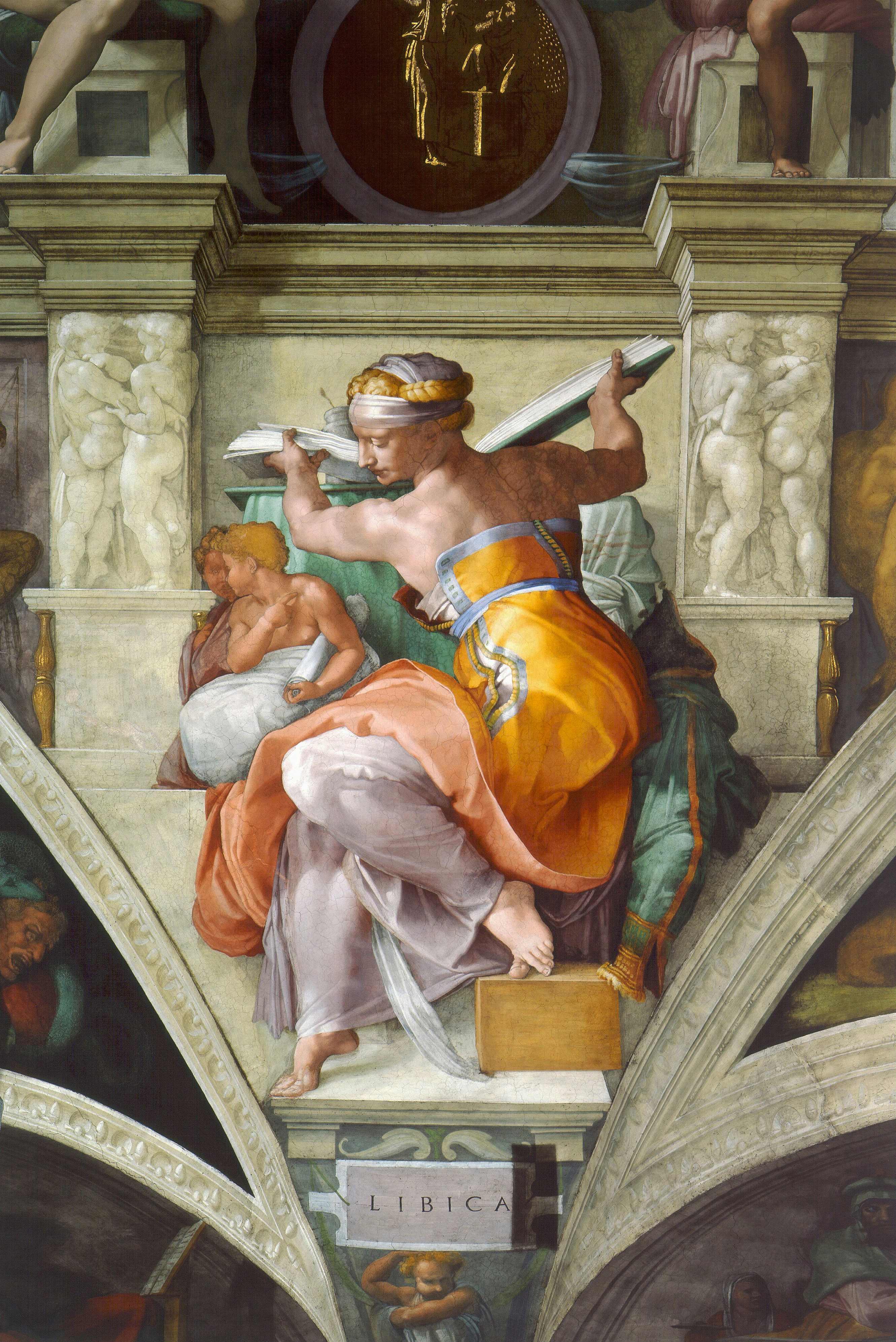
La sibylle libyque, l'une des cinq sibylles peintes par Michel-Ange sur le Plafond de la chapelle Sixtine.

L'iconographie de la sibylle a souvent été reprise dans plusieurs œuvres contemporaines; La représentation picturale la plus connue est la Libica de Michel-Ange dans une fresque du plafond de la chapelle Sixtine, où un total de cinq sibylles alternent avec un ensemble de sept prophètes bibliques. Elle est représentée dans un mouvement où elle se retourne comme pour prendre ou reposer son livre derrière elle. On en trouve une statue dans le chœur de la chapelle de Notre-Dame du Rosaire à San Zanipolo, à Venise, par Alessandro Vittoria.
Une autre représentation, faite par  Guidoccio Cozzarelli, se trouve dans le pavement intérieur du Duomo de Sienne, où figurent plusieurs autres sibylles. La sibylle Libyque se trouve devant le portail de la nef gauche. Elle tient dans la main gauche un parchemin déroulé et présente, de la main droite, un livre ouvert. Il y est écrit : COLAPHOS ACCIPENS TACEBIT DABIT IN VERBERA INNOCENS DORSUM (« Il se taira sous les soufflets. Il offrira aux coups son dos innocent »), en prophétie de la Passion du Christ, ce qui correspond aussi à un passage du Livre d'Isaïe. Le dessin est attribué à Guidoccio Cozzarelli sur la base d'une mention dans la Chronique siennoise de Sigismondo Tizio (1483).

The Libyan Sibyl du sculpteur américain William Wetmore Story (1819-1895), s'inspire des événements qui ont conduit à la guerre civile américaine. Avec l'Oracle à la main, la Sibylle libyenne, la première-née des légendaires prophétesses de l'Antiquité, prévoyait le sort terrible du peuple africain.
Cette prémonition est suggérée par l'état de cogitation de la figure héroïque. Son costume comprend une coiffe en coquille d'ammonite (ainsi nommée d'après le dieu Ammon), sa crête décorée d'un tétragramme, les quatre consonnes hébraïques désignent l'Être suprême. Le sceau de Salomon, avec ses triangles imbriqués indiquant l'interrelation des mondes naturel et spirituel, est suspendu à son collier de perles.

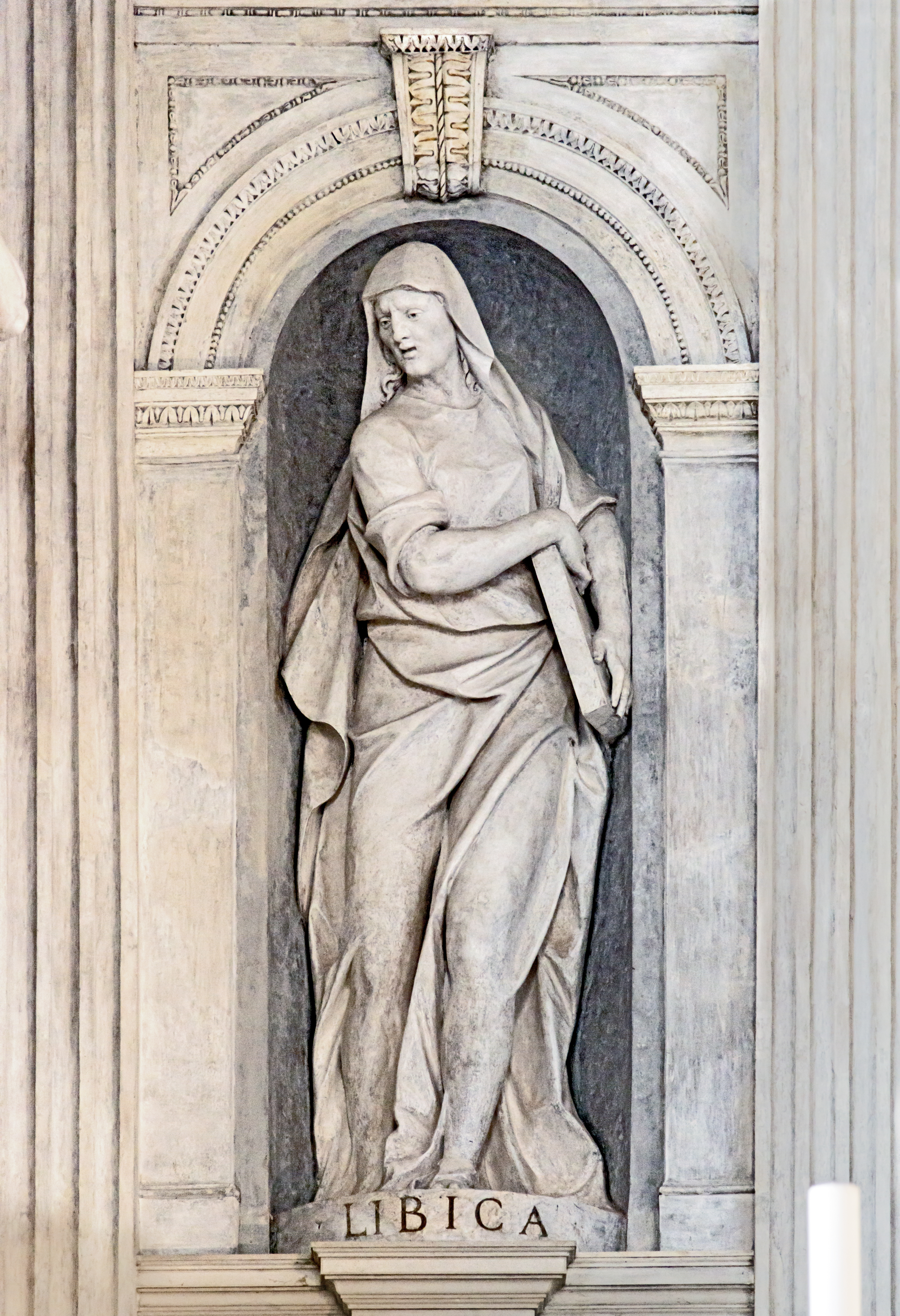
Chapelle de Notre-Dame du Rosaire, San Zanipolo, Alessandro Vittoria (Venise) - Libica
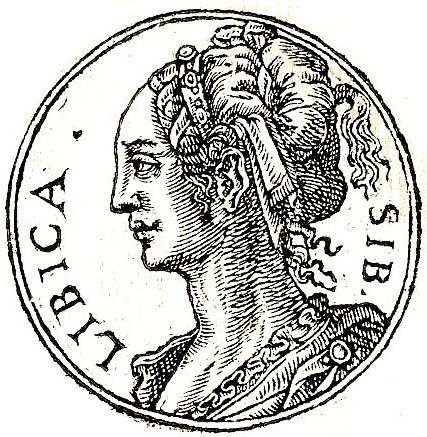
Illustration de la Sibylle apparaissant dans le Promptuarium iconum insigniorum, 1553
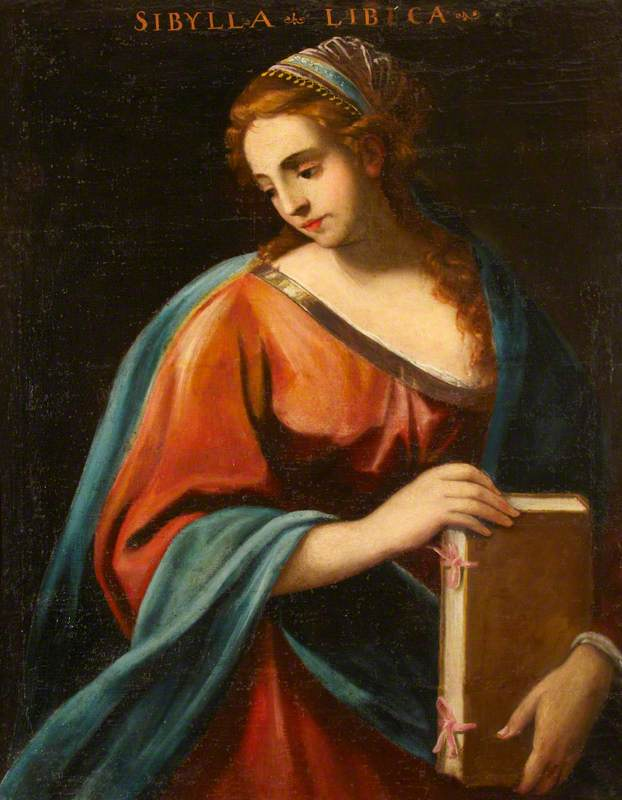
British School - Sibylla Libyca (Sibylle Libyenne), National Trust
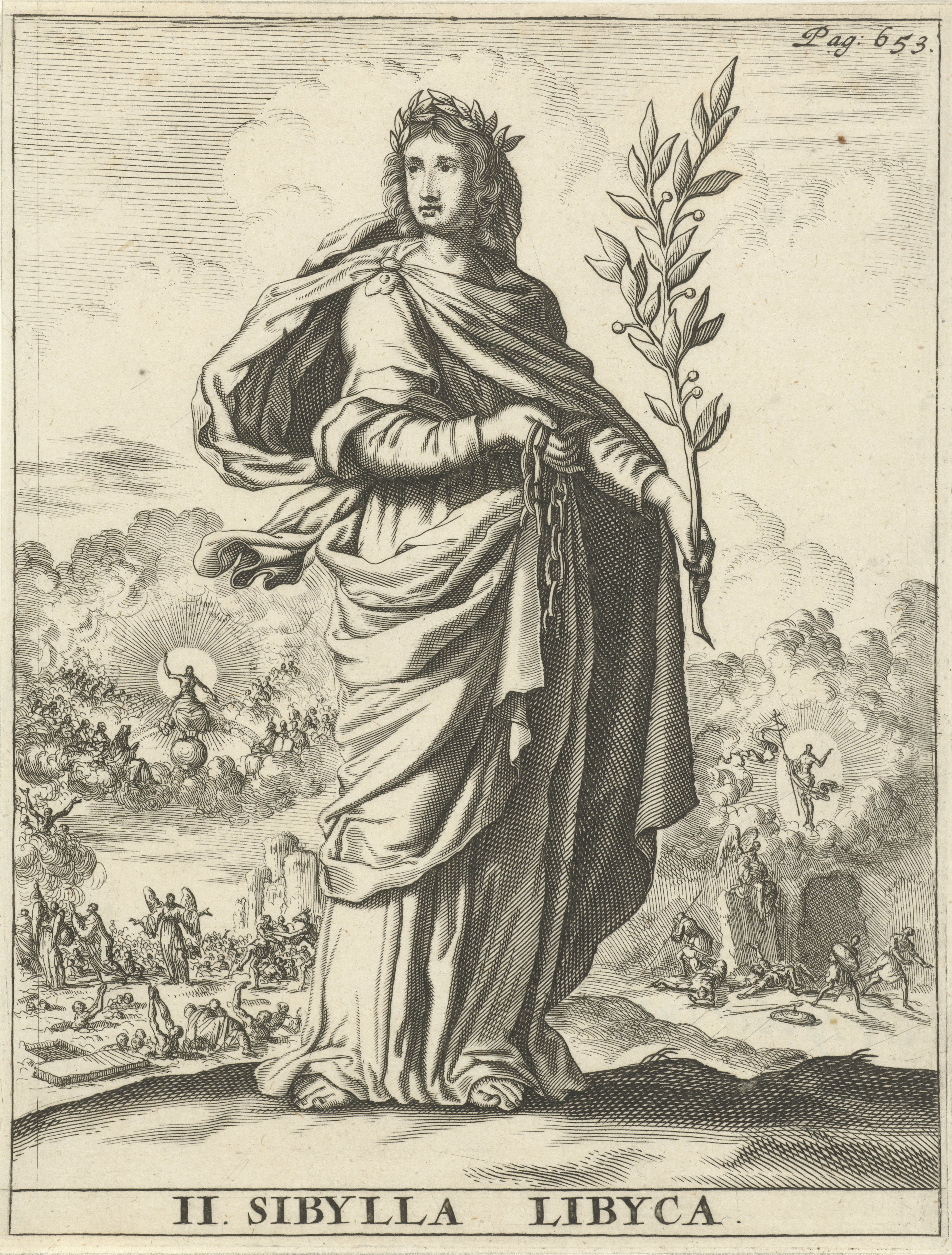
Sibylle libyenne de l'artiste Jan Luyken, Amsterdam, 1684
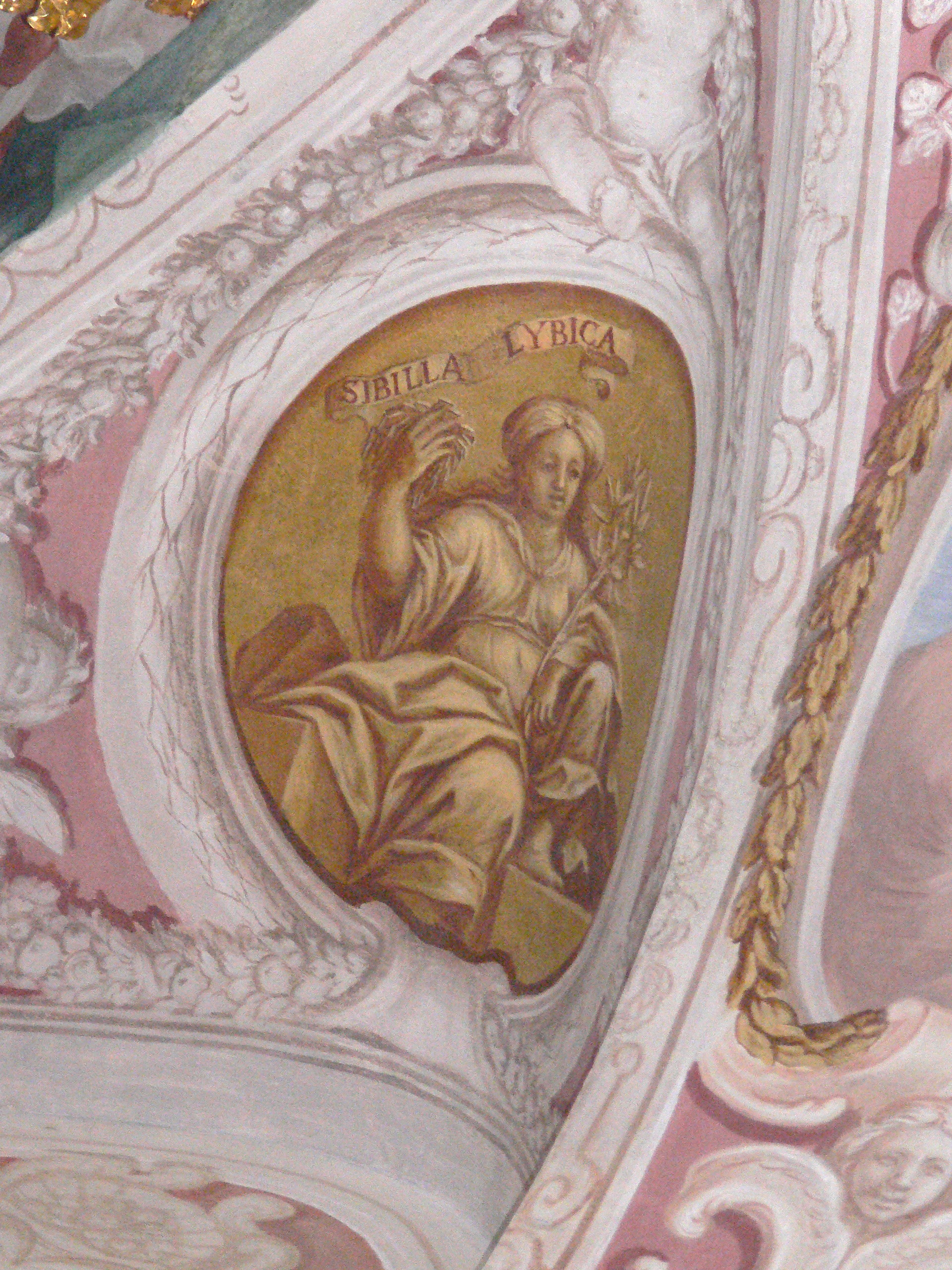
Deckenfresco - Sibylla Libyca

## Littérature
- Alain Le Ninèze, Libica : Michel-Ange et la Sibylle, Arles, Actes Sud, 2014, 233 p. (ISBN 978-2-330-03010-0) — Roman historique.